# 小行星5348
小行星5348（英語：5348 Kennoguchi）是一颗围绕太阳公转的小行星。1988年1月16日，小島卓雄在千代田发现了此天体。
这颗小行星的绝对星等为175.90014等。